# Harcourt Garden
Harcourt Garden (夏慤花園) est un petit parc public de Hong Kong situé dans le quartier d'Admiralty (en) et construit au milieu des années 1990. À l'est du parc se trouve le siège de la police de Hong Kong tandis qu'à l'ouest se trouve la station de bus d'Admiralty. Tout comme Harcourt Road (en), qui se trouve à proximité, le parc est nommé en l'honneur de l'amiral Cecil Harcourt (en), gouverneur de Hong Kong de facto de septembre 1945 à juin 1946.

## Histoire
Le parc se situe sur un terre-plein construit sur Victoria Harbour en 1863,.
Faisant partie des grandes installations navales et militaires qui dominaient cette zone jusque dans les années 1970 et 1980, ce site était autrefois occupé par la batterie Wellington et l'hôpital militaire, tous deux associés à la caserne Wellington. L'arsenal militaire adjacent est commémoré par le nommage d'Arsenal Street,,,.
De 2013 à 2018, le parc est fermé en raison de l'agrandissement de la station de métro Admiralty de la South Island Line et de la Sha Tin to Central Link (en).

## Remise à neuf
En 2020, le parc est rouvert après la construction directement en dessous du site d'une extension de la station Admiralty. Cette extension abrite les plates-formes terminus de la nouvelle ligne MTR South Island (Est) et Sha Tin to Central Link. La compagnie du métro de Hong Kong a pour l'occasion rénové le parc,,.

## Galerie

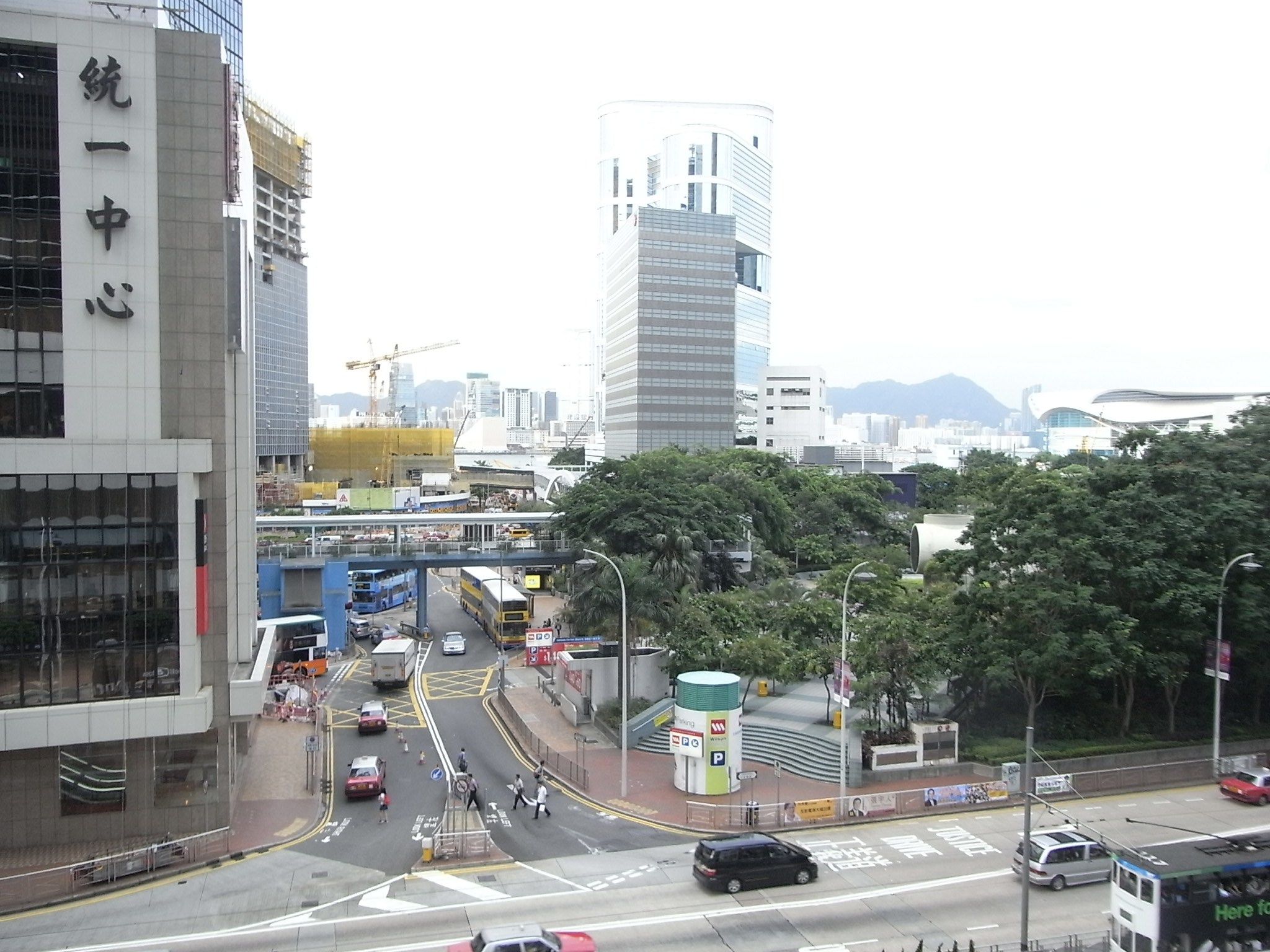
Rodney Street relie le United Center (à gauche) et Harcourt Garden (à droite). La rue au premier plan est Queensway (en) (2010).
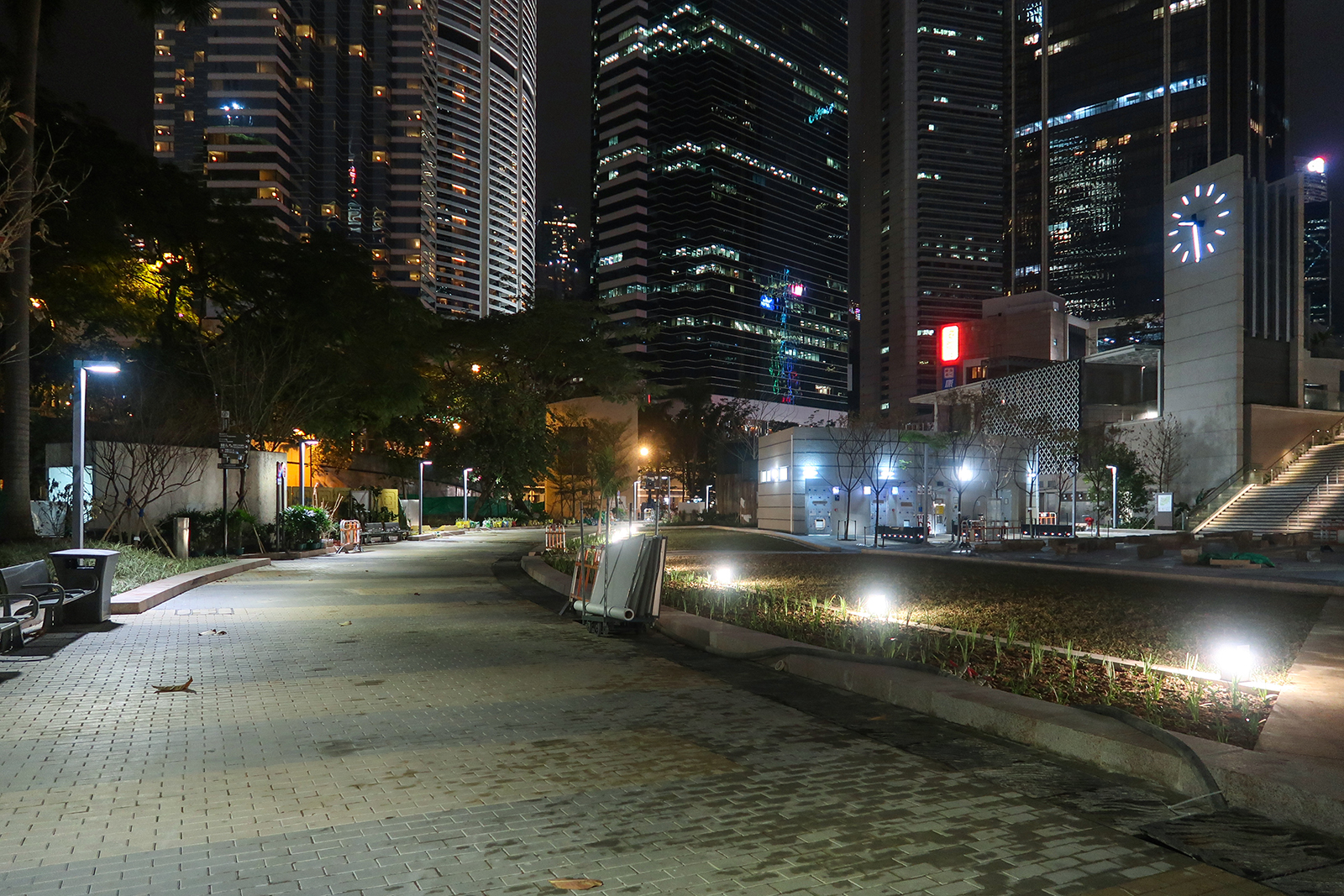
Le parc de nuit.
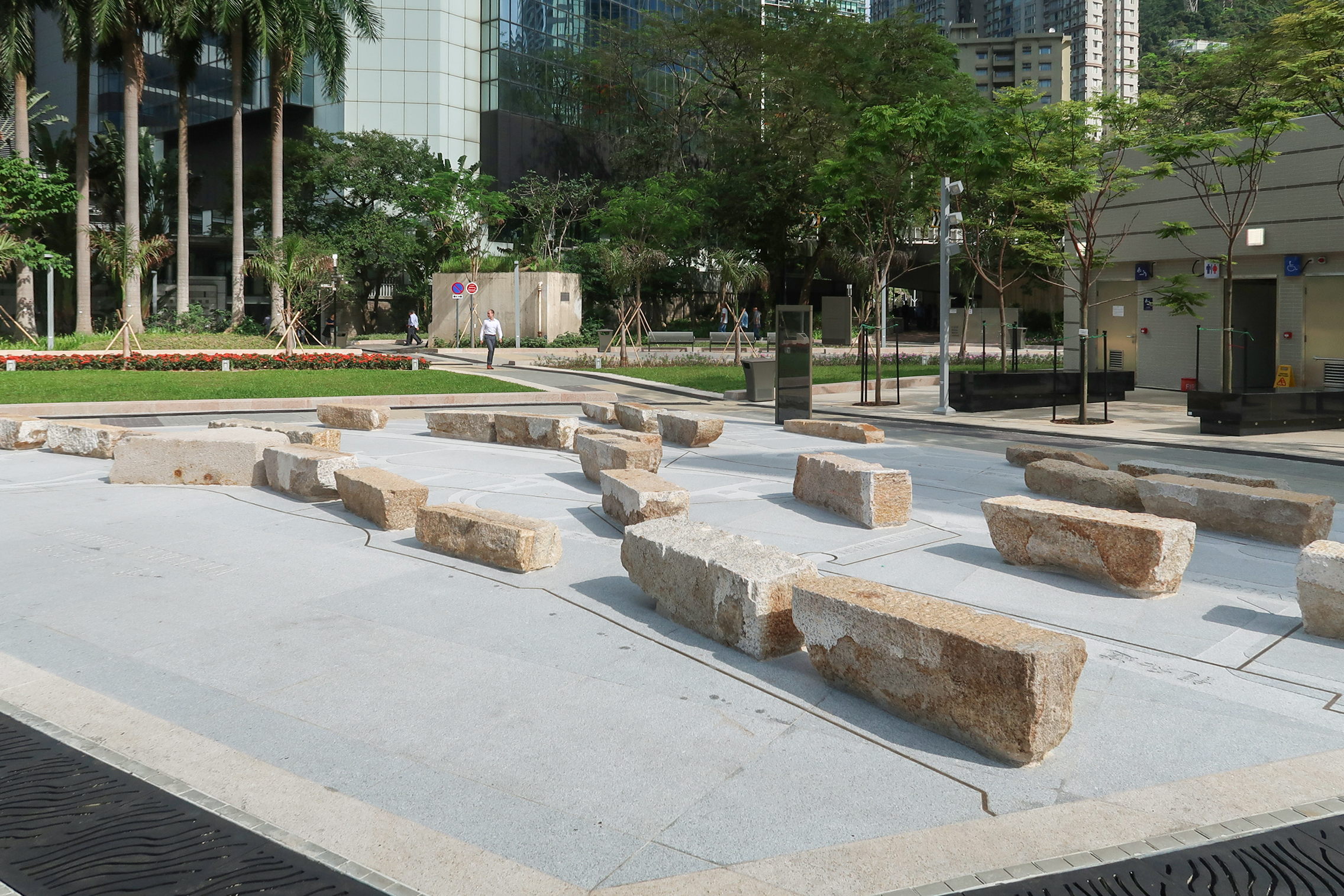
29 blocs de granit exposés dans l'espace public qui faisaient à l'origine partie d'une digue datant du milieu du XIXe siècle et découverts sur place.
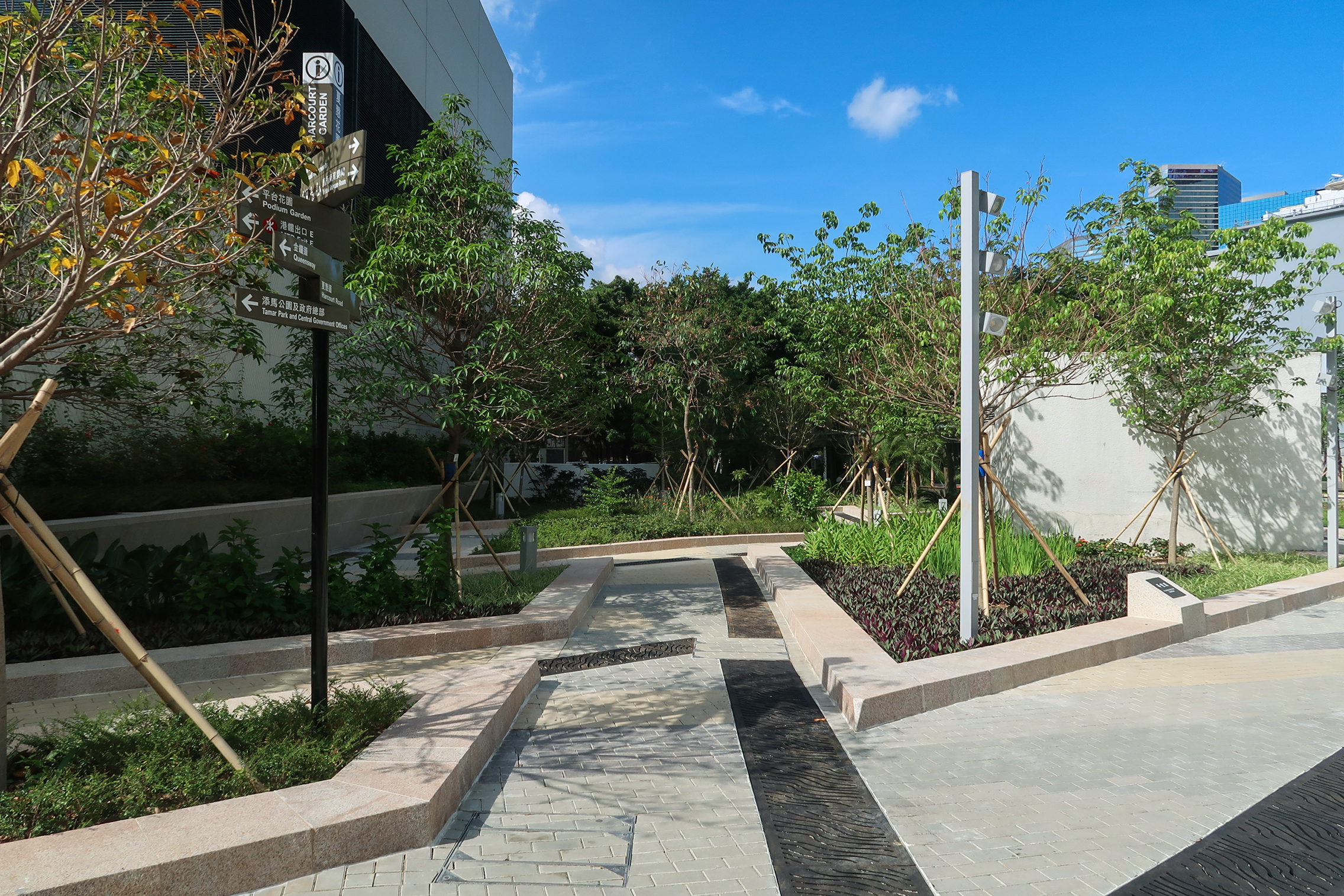
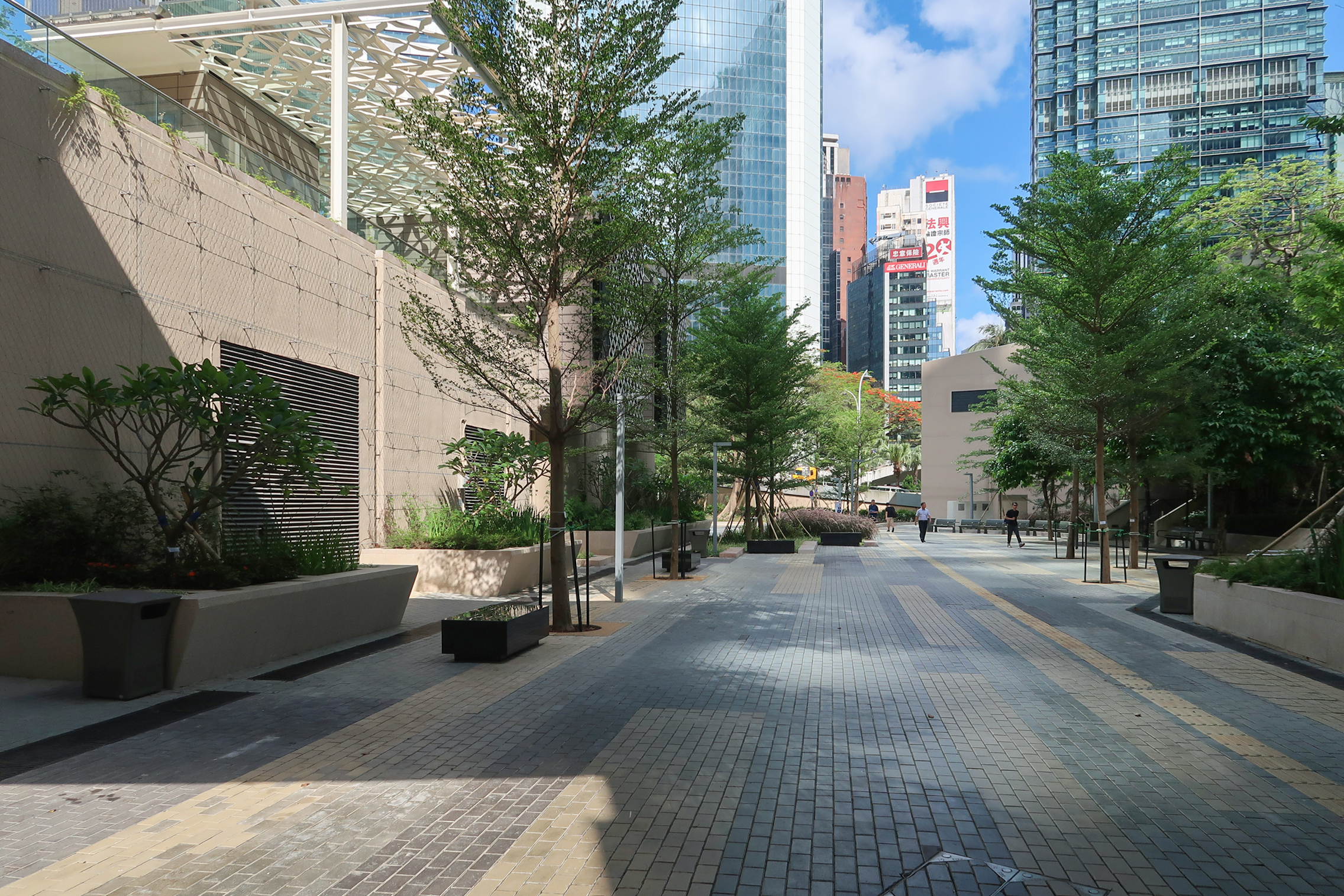
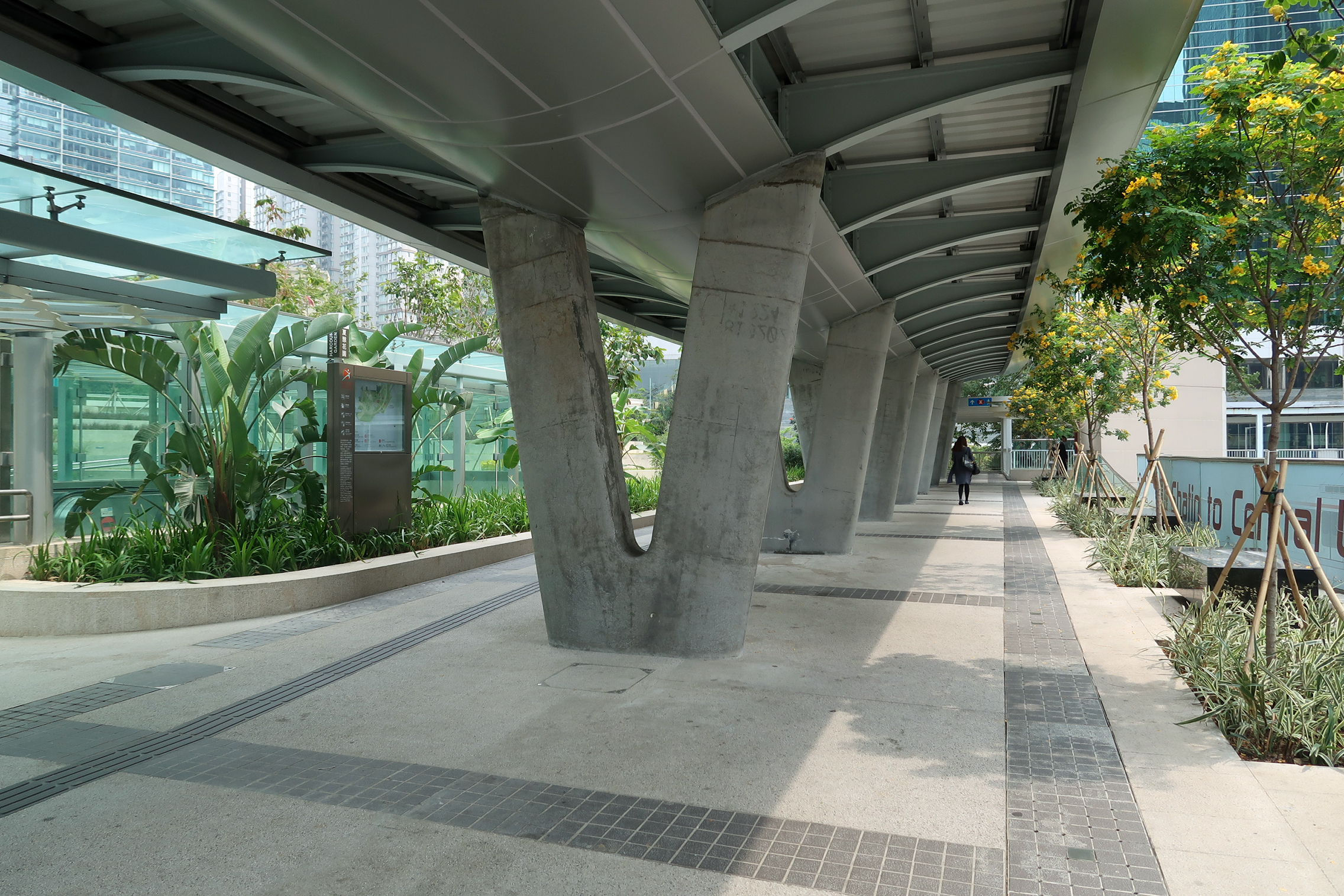
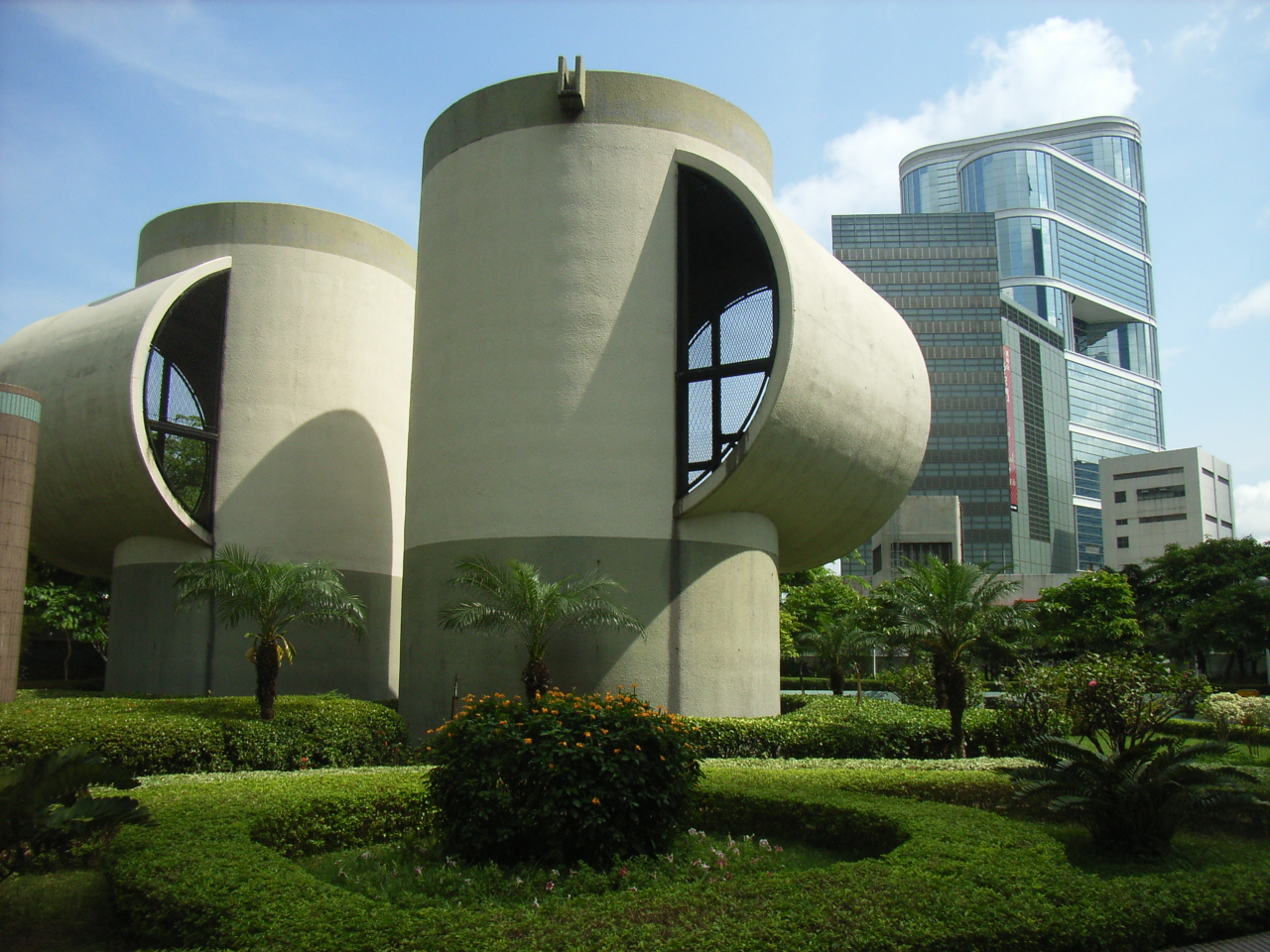
Harcourt Garden avant les travaux de 2020 et les énormes sorties d'aération de la station de métro Admiralty.
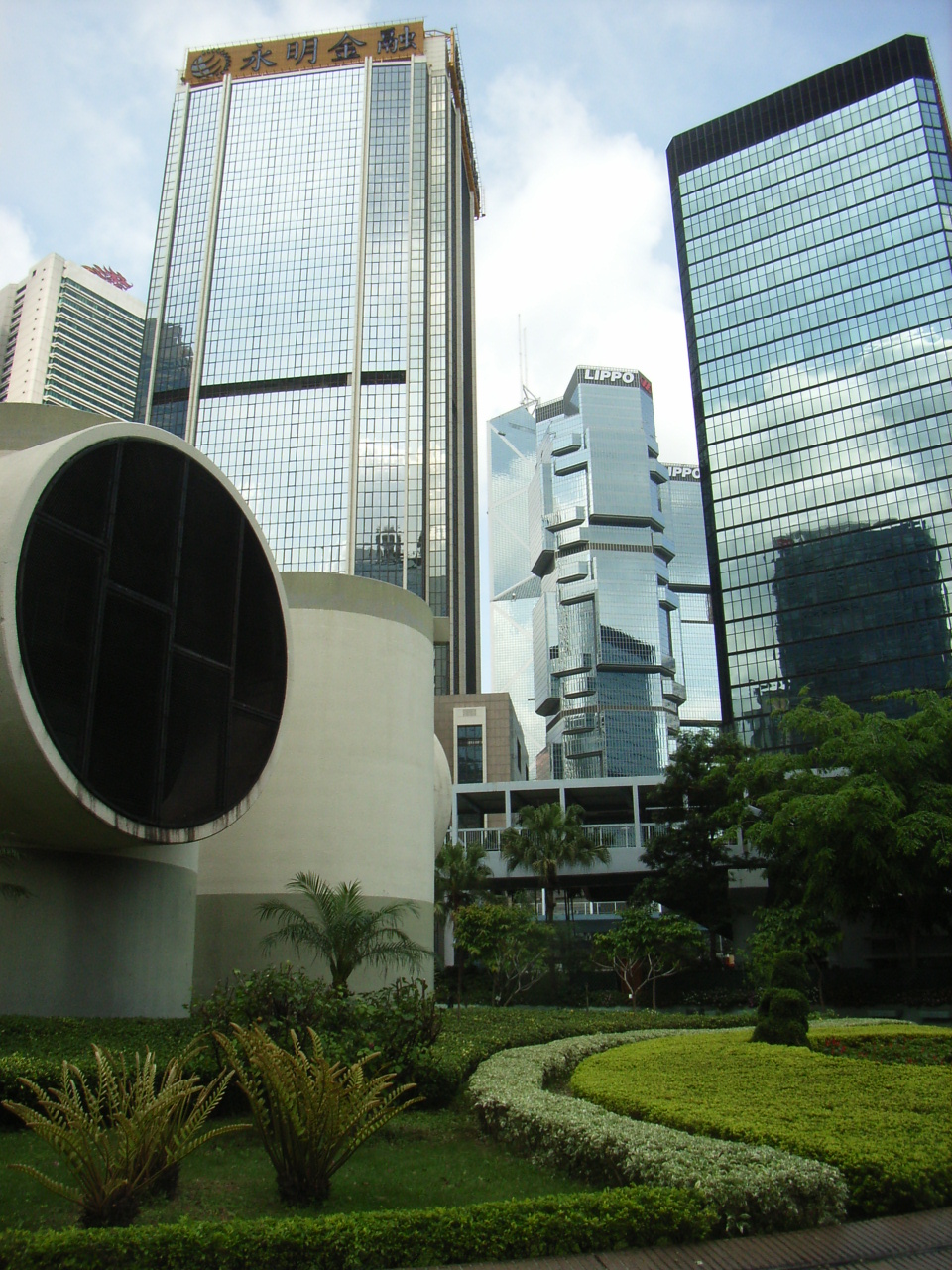
Harcourt Garden avant les travaux de 2020.